# Боярка (Свердловская область)
Боярка — деревня в муниципальном округе Заречный Свердловской области России.

## Географическое положение
Деревня Боярка расположена к юго-западу от города Заречного, в трёх километрах по прямой и в четырёх километрах по аатодорогам, между реками Пышмой и Камышенкой (правым притоком Пышмы). В окрестностях деревни расположено Белоярское водохранилище.

## История деревни
Деревня основана в 1660-х годах кержаками — выходцами с реки Керженец. В окрестностях деревни в 1958 году на реке Пышме была сооружена плотина для сооружения водохранилища — гидроузла Белоярской АЭС. В 1993 году в окрестностях деревни было обнаружено древнее поселение (около III тысяч до н.э.), а также около 30 земляных сооружений: ямы с укрепленными деревянными стенками, засыпанные землей. В углублениях найдено большое количество охры. В окрестностях деревни работал уральский художник и камнерез А.К. Денисов-Уральский (1863–1926).

## Население
| 2002 | 2010 |
| ---- | ---- |
| 131  | ↗222 |